# Cratere Kauffman
Kauffman  è un cratere sulla superficie di Venere. Deve il suo nome alla pittrice svizzera Angelika Kauffmann.